# Нововолодимирівка (Вознесенський район)
Нововолоди́мирівка — село в Україні, у Єланецькій селищній громаді Вознесенського району Миколаївської області. Населення становить 465 осіб. До 2020 року орган місцевого самоврядування — Великосербулівська сільська рада.

## Населення

### Мова
Розподіл населення за рідною мовою за даними :
| Мова            | Кількість | Відсоток |
| --------------- | --------- | -------- |
| українська      | 408       | 87.74%   |
| російська       | 28        | 6.02%    |
| румунська       | 24        | 5.16%    |
| болгарська      | 2         | 0.43%    |
| білоруська      | 1         | 0.22%    |
| інші/не вказали | 2         | 0.43%    |
| Усього          | 465       | 100%     |